# 2000 AN204
2000 AN204 är en asteroid i huvudbältet som upptäcktes den 8 januari 2000 av LINEAR i Socorro County, New Mexico.
Asteroiden har en diameter på ungefär 5 kilometer och den tillhör asteroidgruppen Eunomia.